# Radelfingen
Radelfingen é uma comuna da Suíça, localizada no Cantão de Berna, com 1.179 habitantes, de acordo com o censo de 2010 . Estende-se por uma área de 14,74 km², de densidade populacional de 80 hab/km². Confina com as seguintes comunas: Mühleberg, Golaten, Niederried bei Kallnach, Bargen, Aarberg, Seedorf e Wohlen bei Bern.
A língua oficial desta comuna é o alemão.

## Idiomas
De acordo com o censo de 2000, a maioria da população fala alemão (97,5%), sendo o francês a segunda língua mais comum, com 0,8%, e, em terceiro lugar, o albanês, com 0,3%.